# 見習神仙精靈角色列表
以下茲列出《見習神仙精靈》的登場角色。

## 神仙精靈契約者
四葉心
配音：本渡楓（日本）；陳頴琪（香港）；穆宣名（台灣）
本作第一主角，人類主角之一，小学5年级女生。性格溫柔善良，常常幫助有困難的人。遵守着奶奶的教诲：“世間萬物皆有靈”，願望是不再笨手笨腳。生日是9月9日，喜歡顏色是綠色，在彩色鉛筆中綠色較為最短，因此誕生了拉奇奇。曾討厭青椒，後喜歡青椒。第98話當集正逢她生日時因拉奇奇等人同時對她使用魔法，導致讓她變得更神仙精靈一樣小。第125話因把與拉奇奇一周的契約借給蝶野光和荔枝，所以作為代價將自己回到普通人類的身份。第126話藉著奶奶的教誨“世間萬物皆有靈”還有經常碰觸的珍惜物品在最後一刻想起了有關神仙精靈的事情，也恢復了契約者的身份。第136話拉奇奇等人為了協助康娜找逃到神仙精靈界的蘇伊，蛋社員便把她關起來作為拉奇奇等人的試煉。第138話看到了很多東西從天而降想到是神仙精靈界出事了，然而修復神仙精靈界節會場的任務交給了她，在修復到神仙精靈界節會場進度快完成時溫泉向她噴了出來，碎片掉落沿著水往窗戶去，這時蘇伊便舉手之勞立刻衝去拿碎片，成為了最後的關鍵。
櫻井希
配音：石原夏織（日本）；石梓晴（香港）；張乃文（台灣）
第一季人類主角之一，第26話登場，第27話轉到四葉心的學校。性格認真且身高較高，在同年代女生中是姐姐般的存在。初次登場時非常冷淡，對交朋友沒有興趣，覺得朋友只要有比比特一個就夠了。不過透過與四葉心一起作神仙精靈樂園後和比比特的幾番話，笑容顯得變多了，願望是快點長大成人，好跟爸爸一起去亞馬遜探險，因此設定自身目標每天至少要讓一個人幸福，之所以與比比特才別有「快樂星獵人」的稱號。第59話結尾得知爸爸春天時就要去亞馬遜了，才知道已經時間不多，也因為比比特想盡快實現她的願望，比比特屢勸不聽而和她吵架，最後用寫信的方式和好。第76話跟父母去美國，劇場版回國，事後回到美國。第90話A段回國，第96話B段與四葉心和蝶野光進行初次會面後回到美國。第139話因快樂星讓爸爸回日本出差，所以也一起回來了。
蝶野光
配音：山村響（日本）；連宓均（台灣）
第二季人類主角之一，第80話的新神仙精靈契約者，小學5年級的女孩子，在美里的手工教室的學生之一。熱愛魔術，且常在廣場中當眾變魔術。對於神仙精靈的事情十分感興趣，從小就已經和荔枝簽訂契約了，可因為自己沒有自信排出鬼牌金字塔而對撲克牌當發脾氣的工具，然而與荔枝撕碎了黑桃A，荔枝也回到了自身的誕生物撲克牌(違反了神仙精靈契約)，後透過四葉心和拉奇奇等人和皮可太等人讓她瞭解到他們的各種羈絆。願望是成為出色的魔術師，因此希望有一天能自己親手排出鬼牌金字塔。第122話B段因最重要的成果展和與荔枝的臨時契約期限快到了而與四葉心進行一周的契約租借，最後在123話實現。

## 四葉家的神仙精靈
四葉心只有和拉奇奇簽訂正式契約，其他8位神仙精靈與四葉心簽訂的是租屋契約。租屋契約與正式契約一致，但在左上角寫上了“大家さん”的字樣。

### 心靈六人組
涂涂／拉奇奇
配音：潘惠美（日本）；鄭家蕙（香港）；連思宇（台灣）
男性，本作第二主角，神仙精靈中第一男主角，1話登場。橙色 身軀，從四葉心3歲時使用到現在的彩色鉛筆中誕生的神仙精靈，四葉心唯一簽訂正式契約的神仙精靈。活潑開朗，好奇心旺盛。魔法能使人變得幸運。喜歡在小屋中畫畫，劇中唯獨只有他不知道超級精英神仙精靈間諜代號346是米希露。107話因為自己魔法一直失敗而一度改名叫「遜奇奇（ダメたま）」，最後魔法成功，但魔法還是很常失敗，125話因把一周的契約借給蝶野光和荔枝而要和心的契約失效一周且不能被心看到。126話因彩球跟心靈計時器撞上導致光芒減少，必須要藉著四葉心自己想起神仙精靈的事情，始終在最後全想起來了。名字取自英文的「幸運」。
全名叫「拉奇拉奇魂之助命」「ラキラキのたまころの助のみこと」。
本身咒語：「ラキラキラッキー ラッキッキー!」。
美蘿莉／美樂莉
配音：豐崎愛生（日本）；陳子瑩（香港）；連宓均（台灣）
女性，神仙精靈中的第一女主角，2話登場，粉色 身軀，從四葉心家中的鋼琴中誕生的神仙精靈。擅長唱歌，非常討厭蛇，曾唱歌引來蛇。對四葉心有極度的好感，只想和四葉心簽訂契約，於是就簽訂了租屋契約。施展魔法後，被施展者會自動唱歌和跳舞；若給自己施展魔法，自己的歌聲也會傳的很遠。語尾口癖是「なの（日本）、捏（台灣）(但有時候沒有)」。名字取自英文的「旋律」。
全名叫「美樂莉美樂莉比賣命」「メロメロリン姫のみこと」。
本身咒語：「メロメロルンルン らららのら〜♪」。
莎莎／小沙琪
配音：嘉數由美（日本）；張乃文（台灣）
女性，4話登場，天藍色 的身軀，從四葉心父親房間中的百科全書誕生的神仙精靈。魔法可以讓她知道解決問題的方法或是不知道的東西，很细心，一丝不苟，曾因大家的芝麻小事都拜託她解決而想搬家，其實大家的想法是她比大家還要可靠，所以有困難才會找她幫忙。很有禮貌，會稱呼小心為「小心小姐」。是四葉家神仙精靈中唯一不善唱歌的，經常跑調。不喜歡下雨。
全名叫「沙琪沙琪花語之助命」「シャキシャキしゃべり主のみこと」。
本身咒語：「シャキシャキおシャキの しやっきりきりり」。
笑笑／哈哈喬
配音：愛河里花子（日本）；陳凱芸（香港）；江志倫（台灣）
男性，5話登場，綠色 的身軀，從四葉家裡的電視中誕生的神仙精靈。長相和髮型類似恐龍，很喜欢搞笑，常以冷笑話收場，魔法可以使別人感到好笑。語尾口癖是「チョ（日本）、der（台灣）(有時候是ler)」。
全名叫「哈喬哈喬吐槽之命」「ゲラゲラのツッコミのみこと」。
本身咒語：「ゲラゲラゲラッチョ ヨーチェケラ!」。
姬拉莉絲／琪拉莉絲
配音：柚木涼香（日本）；楊婉潼（香港）；楊詩穎（台灣）
女性，7話登場，紫色 身軀，從四葉美里的口红中誕生的神仙精靈。非常在意自己的體重，常會覺得有些人是很可怕的孩子，對四葉美里有好感，魔法可以裝扮東西或者讓女性變漂亮。
全名叫「閃亮閃亮充滿慈愛的嫣紅唇脂之命」「キラキラのラブラブのリップスティックのみこと」。名字「キラ（Kira)」開頭取自日語的「閃亮」。
本身咒語：「キラキラキラリス キラキッス♡」。
吞噠／磨咕丹
配音：村瀨迪與（日本）；喬資淯（台灣）
男性，7話結尾登場，8話正式登場，黃色 的身軀，從四葉家廚房的叉子中誕生的神仙精靈。魔法能變出食物或讓食物變多或好吃，喜歡吃各種東西，看到好吃的東西就不由自主地飛奔過去。常做生棉花糖給大家吃，容易肚子餓且常在半夜吃一堆食物。語尾口癖是「ぐぅ（日本）、咕（台灣）(但有時候沒有) 」。
全名叫「摩咕摩咕嘟丹之命」「モグモグのペコリータのみこと」。
本身咒語：「もぐも〜もぐた〜もごもごぺ〜」。

### 四葉家新住民
莎莉妮／莎莉
配音：藤村步（日本）；曹子琦（台灣）
女性，淡粉色 身軀，帕利的姊姊。個性偏外向且大而化之，常往好的地方想，即使遇到麻煩也常常能笑，也常跟帕利說沒問題或沒事的之類的話，還常在蛋裡逃跑的時候丟下帕利。
全名叫「清爽柔順莎莉比賣命」「さっぱりアワアワあらいのみこと」。
帕利尼／帕利
配音：白鳥由里（日本）；楊詩穎（台灣）
男性，淡藍色 身軀，莎莉的弟弟。個性偏內向且害羞含蓄，常往壞的地方想，曾在滑雪時以完美著地，跟妮可莉很要好，卻曾惹哭妮可莉。
全名叫「清爽閃亮帕利之助」「さっぱりツヤツヤあらいのみこと」。
以上兩者皆在14話登場，是從四葉家浴室的二合一香波中誕生的雙胞胎神仙精靈，只要身體被弄髒了就會抓狂，曾被拉奇奇說是滿頭泡泡的神仙精靈，兩者的魔法能讓別人將煩惱忘掉，或者是讓東西變得清爽整潔。兩人為共用一顆蛋。
本身咒語：「あわわん（莎莉）つるるん（帕利）さっぱりりん（以上2人）」。
蜜雪兒／米希露
配音：折笠富美子（日本）；何凱怡（香港）；穆宣名（台灣）
女性，15話登場，紅色 身軀，從四葉家的信筒中誕生的，魔法可以探聽消息，來神仙精靈小屋最初是為了成為小屋的女王，讓其他人來服侍她，但之後卻慢慢忘記了，是唯一討厭青椒的神仙精靈。性格開朗，比較嬌氣任性。
全名叫「米希露露比賣命」「ミルミルのシルシルのスクープゲットのみこと」。
本身咒語：「ミルミルシルシル ミシルルルー!」。
代號346
戴著蒙面俠眼罩並在臉上畫膿妝，真實身份為米希露，除了拉奇奇以外其他人都能立刻拆穿，用紫色的布來飛行，常飛行失敗而撞上鳥巢，將比比特視為永遠的宿敵。

### 寄住的神仙精靈
康娜
配音：藤田咲（日本）、楊詩穎（台灣）
女性，第三季神仙精靈中的女主角之一，127話登場，天藍色 的身軀。原是獨當一面的神仙精靈，從豎立在城鎮公園的時鐘誕生，每當重要時間一到就會開始用鼓來進行報時，3點敲3下，5點敲5下，而12點就必須敲12下，也因自身的職業病導致獨當一面的短褲遺失了。為了尋找短褲的下落，寄住在四葉心家。雖然非常積極的在尋找，但是開仙車雲的技術非常的差，魔法能讓人馬上想起現在該做什麼。語尾口癖是「ポン（日本）」。
135話結尾看到自己的褲子在蘇伊手上，137話開始和拉奇奇一行人尋找蘇伊，找的過程中終於能順利的騎乘仙車雲，在當話結尾找到，138話得知蘇伊是為了能和查理參加神仙精靈節日祭才會使用她的短褲，不幸的是在事後大家從快樂樹下來時神仙精靈界節正好開始，快樂樹上的快樂星噴落，將他們噴到節日會場讓會場毀損了，139話決定在走前和拉奇奇一行人一起進行最後的神仙精靈活動。
本身咒語：「ジカン チクタク ポーンポーン！」。

## 櫻井家的神仙精靈
櫻井希只和比比特簽訂契約，其餘两人則是到處向其他神仙精靈買賣商品。為了不讓两人用步行的方式來買賣商品和照顾妮可莉，櫻井希在回日本時特別做了移動購物商店車給他們。
Vivid／比比特／比比多
配音：矢作紗友里（日本）；連思宇（台灣）
女性，第一季神仙精靈中的女主角之一，26話登場，水藍色 的身軀，在櫻井家從小希放著父親照片的吊墜誕生，魔法能讓人想起重要的事情，或讓重要事情的信物出現在人的身上。性格較為沉穩，是小希的知心朋友，在小希對小心與神仙精靈的相處方式不理解時能夠開導小希。
第59話結尾得知爸爸春天時就要去亞馬遜了，才知道已經時間不多，也因為比比特想盡快實現小希的願望，比比特屢勸不聽而和她吵架，最後小希用寫信的方式和好，並告訴小希到春天前都還有時間，不要放棄。第74話因爸爸即將要去亞馬遜而使用禁忌魔法失敗陷入瀕死狀態，所幸第75話四葉心的9個神仙精靈、櫻井希的3個神仙精靈和14個神仙精靈朋友使用合體魔法將她修復並復活，第76話因為禁忌魔法導致蒐集的快樂星全部消失，後與櫻井一家一同搬到美國，90話回國，96話得知能輕鬆且一滴汗也沒有流的完成神仙精靈訓練屋的所有挑戰，96話B段回到美國。
全名叫「比比多愛心比賣命」「ビビットハートのみこと」
本身咒語：「ハートビビット ビビットビート!」。

### 移動商店二人組
蓮吉／橘子→戀戀子
配音：遠藤綾（日本）；陳雪瑩（香港）；張乃文（台灣）
男性，29話登場，淺紫色 的身軀，從小希小時候玩的水彩筆誕生，外貌像一只小老鼠。魔法能讓東西變得整齊完美。性格熱血，但只要被說成是女性的話就會抓狂。擅長手工活，比如製作各種家具，也會修理。
本身咒語：「レンジ アレンジ チェンジング〜!」「戀戀子的編排 大變身（香港）」。
萍子／粉紅→蘋可
配音：儀武祐子（日本）；楊詩穎（台灣）
女性，29話登場，橘色 的身軀，從小希小時候玩的錢包誕生，在妮可莉誕生後常常照顧她，不過有時候工作離開時會將她託付給別人照顧。性格天然呆有點粗心，魔法能讓別人注意到店家的打折優惠。
本身咒語：「ショッピン ホッピン まいどあり〜〜♪」。
以上两名第76話與櫻井希搬到美國，78話因自身無法用英語與美國的神仙精靈交談，偷偷带妮可莉而長途跋涉回到日本，90話以後會常到蝶野家開店。
妮可莉
配音：本渡楓（日本）；穆宣名（台灣）
女性，47話登場，淺黃色 的身軀，從櫻井希幼年時使用的毛巾中誕生，魔法能讓小孩冷靜下來。有別於本作中其他的神仙精靈，她還是一名小嬰兒，不會說話，但據說擁有很可怕的臉，之所以曾在萬聖節中嚇倒過比比特，與橘子和粉紅一起生活。
本身咒語：「ばぶばぶばぶぶ ばーぶぶぶ〜!」。

## 蝶野家的神仙精靈
蝶野家只有荔枝與蝶野光簽訂了契約。其他的神仙精靈都是過來神仙精靈訓練屋修行和暫住，修行結束後會回到原來的住所繼續進行神仙精靈活動。
荔枝
配音：七瀨彩夏（日本）；曹子琦（台灣）
男性，第二季神仙精靈中的男主角之一，80話登場，淺藍色 的身軀，長相類似獨角獸，也因為自己頭上的角而常常掉下去卡在洞裡，從蝶野光的撲克牌中誕生的，魔法可以看到未來，對於神仙精靈的事情完全不知道，正在進行神仙精靈的訓練。很早以前就和光成立契約，但是因為違反神仙精靈的規定而變回原形，並且跟蝶野光強制解除契約，而之後再次成立契約時才以臨時契約簽立，跟蝶野光的記憶已經消失了，不過只要幫助神仙精靈有功就能找到少許的回憶。性格天真活潑，天然呆，有時會聽錯別人的話或叫錯別人的名字。
第97話第一個黑桃A碎片於幫助皮可太修行，第101話第二個黑桃A碎片於幫助巧克蘭雪完成學校地圖，第112話第三個黑桃A碎片於幫助巧克蘭雪寫信便告訴莉乃小學的各種生活樂趣，第121話第四個黑桃A碎片於讓波卡林和希頓誤會解開，第123話最後一個碎片於光排出鬼牌金字塔，最後臨時契約也成功改回原本的契約書了。
本身咒語：「ミライ クルクル ショータイム!」。「未來轉…Show Time（表演時間）」（香港）

### 寄住過的神仙精靈
皮可太
配音：真堂圭（日本）；喬資淯（台灣）
男性，85話登場，白色 的身軀，從印刷廠的印刷機誕生的，魔法可以複製其他動物或人的聲音，為了報答廠長，到蝶野家居住，並且在神仙精靈訓練屋進行訓練。走路都是一直線，連思考時也不會轉彎。對於新事物很積極學習，隨身帶著一個筆記本，發現新事物就會立刻記錄。離不開頭上的發條，缺少發條就會驚慌失措，拿其他東西替換會使其行為變化，但他每次一緊張發條就會飛出。語尾口癖是「であります（日本）」。
97話因比比特跟他說過她最重視小希的感受而想取回飯沼廠長從前的笑容，在最後複製了廠長的聲音說出「願意挑戰的人才會有將來」終於讓廠長重回笑容。
全名叫「ピピピとコピーでありますのみこと」。
本身咒語：「ピタット コピッタ ピピピのピ！」。「完完全全複製，皮皮皮可太」（香港）
巧克蘭雪
配音：廣橋涼（日本）；張乃文（台灣）
女性，99話登場，桃紅色 的身軀，從莉乃書包誕生的神仙精靈。魔法能替別人分擔煩惱，分擔過來的煩惱會化為壓在她身上的重塊，要靠她自己的力量甩開（但失敗後會導致周圍的人也一起煩惱）。為了幫助莉乃了解學校，在愛心訓練屋進行修行。性格充滿激情，具有鬥志，同時力氣大。
101話為了幫助莉乃熟知學校設施而要畫張地圖，過程中被困在垃圾場，在最後能出的來也完成學校地圖。112話因莉乃的朋友說的話而變得不再期待學校，她透過寫信的方式終於能讓莉乃繼續期待小學的生活了。
全名叫「巧克蘭蘭上學比賣命」「ランランのシェアするわのみこと」。
本身咒語：「よっこらシェーの どっこいシェー！」。「巧克蘭雪，分享熱血（香港）」
波卡林
配音：井口裕香（日本）；連思宇（台灣）
女性，111話登場，橙色 的身軀，琴音的手套誕生的神仙精靈，魔法可以讓雙手變得溫暖，害羞時會散發熱氣，有時候會不小心對別人說教，在尋找住處的旅途後，暫住在愛心訓練屋。
121話每次提起她原來的住所都會很生氣，是因為誤會希頓當時的話了，加上她的誕生物手套不再使用了。後來與希頓誤會解開，會不再使用手套是因為手套已經破洞了，而荔枝使用魔法看見了手套在未來會被琴音修補完整。語尾口癖是「リン（日本）、林（台灣）」。
全名叫「ぽかぽかのあったかつつみのみこと」。
本身咒語：「ポカポカポッポー ポカポッポー！」。「波波暖暖入人心之命！」（香港）
希頓
配音：金田晶（日本）；江志倫（台灣）
男性，115話登場，紅色 的身軀，琴音的圍巾誕生的神仙精靈，自己也一直戴著圍巾，魔法能提高溫度，長的很像波卡林，害羞時也會散發熱氣，性格沉穩冷靜，有冷酷氣派，且尤為直爽，容易說出讓別人誤會的話。曾在尋找波卡林，雖然沒有寄住過蝶野家，但曾與波卡林一起完成了神仙精靈訓練屋的訓練。
118話兩人相見了波卡林卻不想回家是有原因的，121話波卡林不想回家原因是波卡林誤會他當時的話了，最後誤會解開。
全名叫「頓時暖暖入心靈之命」「ヒートであったかくるみのみこと」。
本身咒語：「ポカポカあったかヒートアップ！」。

## 野生精靈三人組
本作昔日反派，皆在20話登場，野生神仙精靈咒語為「ここんぽいぽいここったま!」，再加上本身咒語。台版劇本譯為：「神奇魔法給你好運，野生神仙精靈，野生XX（精靈名）」。他們都誕生於一個小公園裡，但公園因為來人漸少而趨於荒廢，這裡也就成為了他們的領地，但在139話因快樂星的影響，顯得有許多孩子來遊玩了。
蕩漾／由拉
配音：豐口惠、長澤美樹（第55～74集代配）（日本）；連思宇（台灣）
女性，桃紅色 的身軀，從公園的鞦韆誕生。性格男孩子氣，非常傲嬌，討厭人類及居住在人類家裡的神仙精靈，魔法能讓人改變想法，但因為自己的路痴屬性，而常常魔法失敗，有時候還會意外獲得快樂星。
本身咒語：「ゆらりゆられの のらったま!」。「搖擺不定的流浪精靈！」（香港）
笃丸／都酷
配音：寺崎裕香（日本）；連宓均（台灣）
男性，藍色 的身軀，從公園的蹺蹺板誕生，善於掌控平衡。將蕩漾當作姐姐般崇拜，魔法可以將兩個東西做比較。有時候會像小沙琪一樣開一點就通教室。語尾口癖是「でヤンス（日本）」。
本身咒語：「まるっと とくする のらったま!」。
傻鐵／莫奇
配音：坪井智浩（日本）；喬資淯（台灣）
男性，綠色 的身軀，從公園的單杠誕生，魔法能讓別人變強壯。很大力。性格沉默寡言，但其實尤為睿智，會在關鍵時候發言或吐槽，一語點醒由拉和都酷。雖然體格較大，但食量意外的小。
本身咒語：「ムテキ ワンリキ のらったま!」。

## 獨當一面主要神仙精靈
彩蛋精靈／蛋仙人
配音：坪井智浩（日本）；楊耀泰（香港）；江志倫（台灣）
男性，10話登場，神仙精靈仙人，穿著紫色「仙」字兜擋布。已是獨當一面的神仙精靈了，魔法在其他神仙精靈之中功力較為高強。隨時會在其他神仙精靈與契約者周圍出現，負責監督與指引。性格幽默風趣，喜歡搞怪，有時還會佔小便宜，還會常在拉奇奇等人面前放屁。
愛心仙人／心靈仙人
配音：中村大樹（日本）；喬資淯（台灣）
男性，劇場版初登場，TV版127話登場。跟蛋仙人一樣是神仙精靈仙人，穿著綠色「仙」字丁字褲，也是獨當一面的神仙精靈。會與蛋仙人出席為見習的神仙精靈舉辦的獨當一面晉升儀式。
蛋社員
配音：木下紗華（日本）；連思宇（台灣）
女性，127話登場，淡紫色 的身軀，已是獨當一面的神仙精靈，印章的神仙精靈，仙車雲的坐騎為女王椅，康娜的教育委員，在神仙精靈界負責蓋章，負責嚴格教育新人獨當一面的神仙精靈，很常出現，出現時都以舞台劇的方式登場。善於美容保養，因此琪拉莉絲非常崇拜她。
查理
配音：小平有希（日本）；喬資淯（台灣）
男性，132話登場，深綠色 的身軀，與蘇伊同一家的深綠色自行車誕生的神仙精靈，仙車雲的坐騎為腳踏車，在神仙精靈界負責屁屁溫泉的工作，比蘇伊還早成為獨當一面的神仙精靈，喜歡橘色，因此戴著蘇伊送的圍巾。

## 其他主要神仙精靈
除了上述四葉家、櫻井家和蝶野家的神仙精靈外，從第三季開始至終會有新的神仙精靈成為動畫的主要角色之一。
特普尔
配音：伊瀨茉莉也（日本）；連思宇（台灣）
女性，劇場版初登場，TV版107話登場，桃紅色 的身軀，小舞的舞鞋裡誕生的神仙精靈，魔法能讓人自動跳起舞來。語尾口癖是「プル（日本）」。詳見「見習神仙精靈 引發奇蹟吧♪特普露與心跳神仙精靈界！」。
全名叫「ナイスステップ プルプルリズムのみこと」。
本身咒語：「タップステップ プルルップ!」「踢踏、舞步，普爾之名（香港）」。
苏伊
配音：空見雪（日本）、張乃文（台灣）
女性，131話結尾初登場，132話正式登場。橘黃色 身軀，長相就像一隻活潑的小雞，好奇心旺盛。橘黃色自行車誕生的神仙精靈，因為是自行車的神仙所以能一直跑，也能跑很快。魔法可以讓事情變順利。也會很快的問一堆問題，讓回答的人沒辦法很快的回答。多次使用康娜的獨當一面褲子進入神仙精靈界，但她以為自己也能跟查理一樣成為獨當一面的神仙精靈。語尾口癖是“スイ（日本）”。
在135話B段康娜的話讓她知道自己手上的獨當一面褲子是康娜的，在當話結尾擦汗時被康娜發現褲子後逃跑到神仙精靈界了，後在137話當中成為了拉奇奇一行人和康娜的目標，然而結尾見到查理和拉奇奇一行人在一起時便逃到快樂樹上去了。所幸在138話前半段查理的話讓她不再使用康娜的短褲，但康娜同意再讓她繼續穿到神仙精靈節日祭結束，在後半段四葉心修復神仙精靈界節會場進度快完成時溫泉向四葉心噴了出來，這時蘇伊便舉手之勞立刻衝去拿碎片，事後決定以後要成為像康娜一樣的神仙精靈。
本身咒語：「スイスイスーイ スーイスイ!」。「蘇伊蘇伊 蘇 伊 蘇伊蘇伊！」（香港）
緞緞
配音：水瀨祈（日本）、薛晴（台灣，僅次作本篇）
女性，特別篇見習神仙精靈 夏日大喧鬧SP！1話登場，粉紅色 身軀，櫻花緞帶誕生的神仙精靈。有關於本角色的介紹，詳見「KIRA KIRA HAPPY★ 打開吧！見習神仙精靈」。
全名叫「ニコニコの桜リボンのみこと」。
本身咒語：「リボンでスマイル にっこにこー!」

## 其他神仙精靈
少數神仙精靈尚未施展本身咒語，可於應用程式取得。
各國翻譯神仙精靈名字順序為主翻譯／台灣／香港。
胖之介／盤之助
配音：津村真琴（日本）；穆宣名（台灣）
男性，11話登場，咖啡色 身軀，魔法能改變物品外觀或數值，從雜貨店中的算盤誕生的神仙精靈，寄住在四葉心學校附近的甜點店，並在四葉心生日當天準備禮物冰棒送她，常常和達希一起出現，二人都喜歡悠閒的生活，常常曬太陽。語尾口癖是「バン（日本）、盤（台灣）(比較少說)」
全名叫「撥撥算盤願望來 盤算盤算盤之命」「ゾロっと願いましてはババンバンなりのみこと」。
本身咒語：「願いましては ババンババン!」。
卷卷／達希
配音：芝崎典子（日本）；喬資淯（台灣）
男性，24話登場，黃色 身軀，魔法能讓人提起幹勁，但是因自己有一緊張就會打噴嚏的習慣魔法也常失敗，魔法失敗時會使附近的抽屜打開。從金次的書桌誕生後寄住在成田家，曾因自己的誕生物品要被丟棄而離家出走並且加入野生精靈三人組，常常和盤之助一起出現。語尾口癖是「だし（日本）」。
本身咒語：「ひきダシ おしダシ がってんダシ!」。
約瑟普
配音：森千晃（日本）；江志倫（台灣）
男性，38話登場，淺綠色 身軀，從島村家的書檔誕生，和夏姆、米克爾三人一起住在島村家。
夏姆 / 沙姆
配音：湯淺楓（日本）；張乃文（台灣）
女性，38話登場，桃紅色 身軀，從島村家的筷子誕生，和約瑟普、米克爾三人一起住在島村家。
米克爾 ／ 米奇魯
配音：三上遥香（日本）；曹子琦（台灣）
女性，38話登場，淺紫色 身軀，從島村家的放大鏡誕生，和約瑟普、夏姆三人一起住在島村家。
尼彩／尼奇兒／尼采亞
配音：嶋村侑（日本）；喬資淯（台灣）
男性，41話A登場，綠色 的身軀，魔法可以變出書本，從圖書館的一套大型百科全書誕生的（這套百科的規模遠遠大於小沙琪所誕生的百科），四葉心等人去圖書館時遇到。知識淵博，一絲不苟，但不善於活用。曾與哈哈喬交換住處，讓彼此之間喜歡上各自的愛好，因此甚至迷上了看電視。名字與自身誕生物的作者一樣。語尾口癖是「ですにー（日本）、膩（台灣）」。
本身咒語：「ブラブラ おいでよ ライブラリー!」。
暖特妮／探熱子
配音：下屋則子（日本）；楊詩穎（台灣）
女性，41話B登場，粉紅色 的身軀，從學校保健室的溫度計中誕生，魔法可以調節情緒，如果病患無法用冷敷、熱敷和吃藥治好病，就會對自己施展魔法，拿出巨大針筒強迫性的扎病患。常到神仙精靈訓練屋當護士，尤其熱衷於給其他神仙精靈們看病，並對他們使用“特別療法”，即扎針筒。
全名叫「寒暖交替比賣命」「あげあげのさげさげのみこと」
本身咒語：「ふーふー ふふふー ふふふーふー」。「呼～呼～ 呼呼呼～ 呼呼呼～呼～」。（香港） （香港）。  。，　
咚咚咚
配音：芝原千彌子（日本）；連宓均（台灣）
女性，44話登場，粉紅色 身軀，長相類似迷你豬，魔法可以和動物溝通，也會用自己尾巴的砧板敲出摩斯訊號（SOS）喚來動物。在四葉心祖母家的砧板中誕生。語尾口癖是「トン（日本）」。
本身咒語：「トトトン トトトン トントトーン♪」。
接球呂
配音：野田順子（日本）；江志倫（台灣）
男性，50話登場，淺灰色 的身軀，棒球手套誕生的神仙精靈，喜歡棒球，關西腔。魔法可以讓被施展者百分百接到球。
全名叫「你丟偶接 逃不出偶手掌心之命」「ばっち来い どんなボールも受けたるでのみこと」。
本身咒語：「ばっちこい ばっちこい ばっちこーい」。「儘管來吧，投球，擊球！」。（香港）
穆昆奴先生／莫夏莫谷先生
配音：內田真禮（日本）；江志倫（台灣）
男性，58話登場，白色 身軀，長相類似鸚鵡。魔法能讓人有藝術的想法，畫板的神仙精靈，有時會說法文或英文，然後會說「茲帕!、斯堪沛奇!、茲卡旺普!!」之類的話而倒在地上，拉奇奇等人也會跟著他學。常常在畫室裡擺姿勢。
全名叫「藝術莫夏梵谷之助命」「芸術のムクムクワクのみこと」。
本身咒語：「ムクーン ボンジュール ぱちよまちゆぽーん」。「Bonjour，Bonjour，蒙托邦的繪畫」（香港）
小雪
配音：齋賀光希（日本）；連思宇（台灣）
男性，71話登場，白色 身軀，長相類似雪人。魔法能鏟雪，鏟子誕生的神仙精靈，冬天正進行著追雪的旅行，相反的夏天則是到南國沙灘度假。
本身咒語：「ゆきゆき ぽーんと ぽっかぽかー!」。「雪…扔吧，暖烘烘！」（香港）
希涅馬爾
配音：渡邊明乃（日本）；楊詩穎（台灣）
男性，79話登場，深藍色 身軀，魔法能讓人變成電影裡的角色，從電影院的放映機里誕生的神仙精靈，非常喜歡電影，曾與拉奇奇一行人一起拍電影。
本身咒語：「まるまる シネマル ワンダフル!」。「眼花撩亂希涅馬爾很精彩！」（香港）。
美國的神仙精靈們
90話登場，在美國誕生的神仙精靈。被蘋可和戀戀子推銷商品，但由於語言不通所以就離開了。
帕塔麗娜
配音：小林優（日本）；薛晴（台灣）
女性，91話登場，深紫色 身軀，撣子的神仙精靈，從四處尋找髒亂的地方並清理乾淨。對懸疑的事情非常熱衷，常常胡思亂想而誤會別人。
全名叫「パタパタピカッと大変身のみこと」。
本身咒語：「パタパタ ルンルン パタリンチョ♪」（未在劇中使用）。
庫倫
配音：西原久美子（日本）；連宓均（台灣）
女性，102話登場，淺綠色 身軀，佳穗的連衣裙誕生的神仙精靈。
全名叫「クルクルンルンしちゃいますのみこと」。
貝爾斯
配音：小林大紀（日本）；穆宣名（台灣）
男性，113話登場，青色 身軀，已是獨當一面的神仙精靈，雪橇的神仙精靈。仙車雲的坐騎為雪橇，聖誕節時負責發送四葉家一帶的禮物（四葉家、島村家、大槻家、星野家、仁科家、西園寺家、成田家）。能夠隱身和變出雪橇坐騎。曾因摔下雪橇而不慎患上愛嗝症，因此不時會現身，被拉奇奇一行人發現，後來大家一起幫助他送禮物，他也在暖特妮處治好了病。在138和139話再度出現。
除了貝爾斯，還有其他獨當一面的雪橇神仙精靈跟隨聖誕老人從事相同的工作。
啊哇哇／泡泡娃
配音：淺倉杏美（日本）；穆宣名（台灣）
女性，116話登場，淡黃色 身軀，彩色肥皂誕生的神仙精靈，魔法可以變出泡泡，跟莎莉和帕利一樣被弄髒了就會抓狂。語尾口癖是「泡（香港）」
本身咒語：「フワフワ あわあわ にじいろシャボン!」。
卡蠟／卡拉
配音：山村響（日本）
女性，139話登場，蘋果綠色 身軀，彩色蠟筆誕生的神仙精靈，長相跟拉奇奇有些相像。
本身咒語：「カラクール カラで プルプル!」。

## 陽光小學
大槻綾香
配音：芝崎典子（日本）；楊詩穎（台灣）
四葉心的好友，熱愛運動。
星野陽菜／星野雛
配音：三上遙香（日本）；張乃文（台灣）
四葉心好友之一，相信有兔子神仙，生日是3月3日，也就是女兒節當天，曾經討厭女兒節娃娃，原本不擅長單槓，後學會單槓。
一之瀨清太郎
配音：比留間俊哉（日本）；江志倫（台灣）
擅長運動且喜歡足球，個性冷靜認真，四葉心暗戀對象，曾被四葉心誤會要轉學。
渡部篤志
配音：西墻由香（日本）；喬資淯（台灣）
和四葉心同班的男生，身高較矮。個性調皮，討厭女生。
宮本勝
配音：岡部涼音（日本）；連宓均（台灣）
和四葉心同班的男生，身高較高。運動系男生，擅長空手道，跟四葉心一樣原本討厭青椒，後克服。
仁科清美
配音：村瀨迪與（日本）；張乃文（台灣）
在學校與八幡實為新聞編輯，對騷靈現象有極度的熱衷，有一對雙胞胎妹妹(步美與佳美)，合稱「仁科三姊妹」。
長谷川凱特
配音：湯淺楓（日本）；連宓均（台灣）
金髮女生，夢想是成為偶像。
秋川楓
配音：相川奈都姬（日本）；曹子琦（台灣）
藍髮，和凱特關係親密的女生。
高村陽子
配音：寺崎裕香（日本）；連思宇（台灣）
四葉心班級裡的班長，有養一隻鸚鵡，而那隻鸚鵡會說拉普蘭德•小林的冷笑話橋段。
繋光弘
配音：森千晃（日本）；連思宇（台灣）
個性調皮有點笨，和一之瀨清太郎同樣擅長運動，並被選為國家代表選手。
青山晴
配音：寺崎裕香（日本）；張乃文（台灣）
擅長讀書的學年榜首，相反的不擅長運動。
近藤琢磨
配音：相川奈都姬（日本）
與四葉心同班的男生，曾參與和六年級爭奪足球場。
北山峰子
配音：愛河里花子（日本）；連思宇（台灣）
四葉心的班導，中年女性，有養一隻寵物狗叫「瑪莉」。
西園寺茜
配音：藤村步(19話~37話)→白鳥由里(56話以後)（日本）；連思宇（台灣）
和四葉誠同年級的女生，家境富裕，喜歡四葉誠。個性悲觀，有時常往壞的方面想。
中野老師
配音：相川奈都姬（日本）；曹子琦（台灣）
學校保健室的老師，曾目睹拉奇奇等人的怪異行為。
貝利
配音：井上優（日本）
從巴西轉來的小學6年級男生，擅長足球。
成田金次
配音：相川奈都姬（日本）；楊詩穎（台灣）
家境富裕，達希所誕生的書桌的主人。
八幡實
配音：湯淺楓（日本）；楊詩穎（台灣）
和四葉心同班的男生，喜歡畫畫，常沉浸在畫畫的世界裡。手指也很靈活，曾經替班上在學藝會製作表演道具。
美希
配音：湯淺楓（日本）
和优香是花坛委員，目前正在住院中，與优香說好出院後能看到開滿花朵的花壇。
優香
配音：下屋則子（日本）
和美希是花坛委員，答應美希要在出院時看到開滿花朵的花壇。

## 親族･兄弟

### 四葉家族
四葉幸一
配音：坪井智浩（日本）；江志倫（台灣）
四葉心的父親，建築師，曾惹妻子四葉美里生氣。
四葉美里
配音：折笠富美子（日本）；王夢華（香港）；楊詩穎（台灣）
四葉心的母親，舊姓為八千草。她在一家手工藝品店工作，並在店裡開設了手工教室，女兒和蝶野光都是她的學生。曾幫助長谷川凱特製作浴衣。
四葉誠
配音：寺崎裕香（日本）；曹子琦（台灣）
四葉心的弟弟，7歲。性格比較頑皮，喜歡玩遊戲，某一集顯示其房間的整潔程度與姐姐大相徑庭。
第4話不小心撕破百科其中一頁，使小沙琪誕生到一半，以至於無法從蛋殼出來，後將書頁黏好並向書本道歉。
阿曼達
配音：柚木涼香（日本）；曹子琦（台灣）
四葉家養的貓，紫貓，臉上有心型的記號。知道四葉心有神仙精靈。第25話四葉心的神仙精靈們不再怕牠且開始願意和阿曼達一起相處了。常常載著神仙精靈們外出。
八千草晴子
配音：嘉數由美（日本）；張乃文（台灣）
四葉心的外婆，常告訴四葉心和四葉誠「世間萬物皆有靈」。
八千草明生
配音：岡部涼音（日本）；江志倫（台灣）
四葉心的外公，有種植作物的習慣。

### 櫻井家族
櫻井勇次郎
配音：布施川一寬（日本）；徐偉翔（台灣）
櫻井希的父親，旅行家。常出國不在家，因此讓希覺得寂寞，所以最後決定全家一起搬去美國居住。
櫻井玲美
配音：豐崎愛生（日本）；曹子琦（台灣）
櫻井希的母親，一位記者。

### 蝶野家族
蝶野箹
配音：相川奈都姬（日本）
蝶野光的母親。
蝶野光夫
配音：岡部涼音（日本）
蝶野光的父親。

## 其他角色
店長
配音：若林佑（日本）
四葉心的媽媽店裡的店長。
山田木乃香
配音：壽美菜子（日本）
奶奶的孫女，因奶奶年紀大了，所以接管煙紙店。
奶奶
配音：石丸有里子（日本）
經營煙紙店50年以上，是「山田商店」的店長。
大哥
配音：勝杏里（日本）；江志倫（台灣）
與小弟合稱「BBC」，專門做黑心事業，喜歡山田木乃香，於是最後被收到好人卡了。
小弟
配音：熊井統子（日本）；喬資淯（日本）
與大哥合稱「BBC」，大哥的助手，有養一隻獨角仙，兩人曾因為父親住院而一度解散，後得知身體好轉，最後繼續當大哥的助手。
虎太郎
配音：藤村步（日本）；江志倫（台灣）
野生精靈三人組的貓，黑貓，額頭上有手裡劍的記號，喜歡阿曼達。
大波翔也／大波勝也
配音：早志勇紀（日本）；江志倫（台灣）
凱特的經紀人。
長谷川母親
配音：岡部涼音（日本）
凱特的母親，很支持凱特當偶像。
島村夏
配音：芝崎典子（日本）
島村家中的一位小女孩，107話想讓小熊音樂盒動起來，特普露想用魔法讓它動起來，結果魔法失敗讓她跳舞不慎打到音樂盒，音樂盒就像敲敲電視兩下一樣修好了。
橫山渚
配音：森千晃（日本）；楊詩穎（台灣）
26話心和希初次見面時看到她正在煩惱的人，而91話四葉心和櫻井希下次回到初次見面時的餐廳剛好也看到她又在煩惱，第一次是考慮要退社，第二次是女子網球社員不足。
仁科步美
配音：相川奈都姬（日本）；連思宇（台灣）
仁科佳美
配音：湯淺楓（日本）；連宓均（台灣）
兩人皆為仁科清美的雙胞胎妹妹，步美的髮箍為紅色，佳美為藍色。
拉普蘭德•小林／保鮮樂園•小林
配音：堂坂晃三（日本）；喬資淯（台灣）
一位搞笑藝人，之前與吉井為「喬乃2人組」，因為與搭檔紅不起來導致解散，解散後一直把四葉心給的哈哈喬之助當作護身符，將四葉心拜為師傅，為了要追趕上有人氣的前搭檔，和哈哈喬一樣正在進行搞笑的修練。
芙宁／阿舟
配音：西墻由香（日本）；楊詩穎（台灣）
西園寺家的管家婆婆，能稍微察覺到神仙精靈的一舉一動。
航太
配音：藤村步（日本）；楊詩穎（台灣）
四葉心和櫻井希39話去遊樂園的時候遇到的7歲小男孩，和櫻井希一樣因為爸爸工作而不能陪自己玩，拉奇奇和比比多便使用魔法讓他爸爸早點下班。
翔吾
配音：池田海咲（日本）
是接球呂的第八位主人，第88話綾香和接球呂教他棒球。
陽太
配音：伊達朱里紗（日本）
曾在圖書館借一本書超過三個月的少年，因為要顧妹妹所以沒時間看借到的書，最後多虧尼彩和小沙琪讓妹妹睡著，成功讓他看完了書。
步太
配音：矢作紗友里→愛河里花子（日本）；喬資淯（台灣）
住在四葉心外婆家附近，四葉心的朋友。
吉井
配音：蒔村拓哉（日本）；喬資淯（台灣）
70話初登場，為拉普蘭德•小林的前任搭檔，現與另外一人進行搭檔。
飯沼廠長
配音：佐藤健輔（日本）
在印刷工場工作的男子，將「願意挑戰的人才會有將來」作為自己的名言，皮可太所誕生的印刷機的主人。
佳穗
配音：渋谷彩乃（日本）；曹子琦（台灣）
庫倫誕生的連衣裙的主人，非常珍惜連衣裙，不想失去它。因此在四葉心的建議下到美里的手工教室，將連衣裙改造成小袋子裝寶物。
佐知子
配音：森千晃（日本）
真理子
配音：湯浅楓（日本）
兩人皆為美里的手工教室的學生之一。106話得知兩人不愛吃蔬菜，後四葉心想到做蔬菜杯蛋糕，最後兩人改喜歡蔬菜，且把所有蔬菜杯蛋糕都吃光了。
莉乃
配音：芝崎典子（日本）
即將就讀陽光小學的小女孩，喜歡吃巧克力，非常珍惜巧克力色雙肩包。112話因為朋友的幾句話就開始討厭雙肩包了，不過巧克蘭雪透過寫信的方式，讓她能夠繼續珍惜雙肩包且更加期待小學生活了。
橘Joker
配音：浜田賢二（日本）
著名的魔術師，也是蝶野光憧憬的也是最棒的魔術師。
七海
配音：本渡楓（日本）
最後一集登場，青空幼稚園的女孩，和四葉心一樣手工也不怎麼好，卡蠟用魔法將彩虹的七色蠟筆給她。

## 註解
註釋
1. ↑  身兼台版領班，詳見該貼文敘述。
2. ↑  是四葉心為了能夠讓大家能一起居住而想到的法子。
3. ↑  身兼台版翻譯員，詳見該貼文留言。
4. ↑  香波為日本正式名稱，台灣則是指稱洗髮潤絲精，是將洗髮精和潤絲精混合在一起並兼具二者功能的一種清潔劑。
5. ↑  在某次聖誕節時還特別穿著紅色的，與KIRA KIRA HAPPY★ 打開吧！見習神仙精靈的钥匙仙人穿的褲子有些顏色上的區別。
6. ↑  從動畫中看，他們跟隨在聖誕老人的身後。聖誕老人很可能也是契約者，但動畫裡並未交代。
7. ↑  就是口語常稱呼的「學霸女神」。
8. ↑  和帕利類似。
9. ↑  是一種能用左右邊的肩膀背的背包，也就是一般最常見的背包樣式。